# Susanne Bejerot
Susanne Bejerot, född 22 november 1955, är en svensk psykiater (överläkare), kognitiv beteendeterapeut, dotter till professor Nils Bejerot och gift med Mats Humble. Sedan den 1 februari 2015 är hon professor i psykiatri vid institutionen för läkarutbildningen vid Örebro universitet.
Under påverkan av sin far genomförde Bejerot i unga år ett antal studier kring personer beroende av narkotiska preparat. Snart riktades dock hennes uppmärksamhet mot psykiatrin och Bejerot kom att med framgång ägna stor del åt sitt liv åt att behandla både barn och vuxna med tvångssyndrom (OCD), farmakologiskt såväl som psykoterapeutiskt. Bejerot blev år 2000 medicine doktor inom detta område vid Uppsala universitet med sin avhandling Obsessive-compulsive disorders. Personality traits and disorders, autistic traits and biochemical findings.  Hon var även en av grunderna av patientföreningen Ananke (idag Svenska OCD-förbundet Ananke) för personer med tvångssyndrom som idag bedriver en omfattande och framgångsrik stödverksamhet. Bejerot har också ägnat tid åt att utreda och behandla vuxna med ADHD och autismspektrumstörning vid S:t Görans sjukhus  och leder en forskargrupp inom området på Karolinska Institutet   Bejerot verkar även som föredragshållare inom områdena tvångssyndrom och ADHD.